# Десалу, Эсеоса
Эсеоса Фостине Фаусто Десалу (итал. Eseosa Fostine Desalu; род. 19 февраля 1994, Казальмаджоре, Ломбардия) — итальянский легкоатлет, чемпион Олимпийских игр 2020 в Токио в эстафете 4×100 м. Специализируется на 200 метров выиграв серебряную медаль в этом мероприятии в 2018 году Средиземноморских игр. Победитель на дистанции 200 метров на Всемирных военных играх 2015 года. Его лучший результат на дистанции — 20,13 секунды, установленный в 2018 году.

## Биография
Десалу родился в Казальмаджоре, Италия, в семье иммигрантов-нигерийцев. В юности Десалу занимался ассоциативным футболом. Тем не менее, он начал заниматься легкой атлетикой примерно в 2008 году, первоначально сосредоточившись на спринтерских бегах с препятствиями. Его скорость была лучше, чем его техника, и в конце концов он сосредоточился на дистанции 200 м.
Он получил полное итальянское гражданство в 2012 году.
Член Gruppi Sportivi Fiamme Gialle — спортивного клуба фискальной полиции Италии — он дебютировал на международном уровне на чемпионате мира среди юниоров 2012 года по легкой атлетике. Однако дальше отборочных матчей ему не удалось продвинуться. Также работал с командой в эстафете 4х100 метров, но они также выбыли из забега.
Первая международная медаль Десалу была завоевана на чемпионате Европы по легкой атлетике среди юниоров 2013 года, где он был бронзовым призёром в эстафете на домашнем поле в Риети, управляя опорным этапом в команде Джакомо Изолано, Лоренцо Билотти и Роберто Ригали. Он также занял пятое место в индивидуальном беге на 200 м.
Его первая медаль среди взрослых получена на командном чемпионате Европы 2014 года, где он вместе с Массимилиано Ферраро, Диего Марани и Дельмасом Обу входил в состав эстафетного квартета, завоевавшего бронзовые медали. Его отбирали как индивидуально, так и для эстафеты за Италию на чемпионате Европы по легкой атлетике 2014 года. Он был полуфиналистом на дистанции 200 м, установив лучший результат в 20,55 секунды в забеге, и был финалистом в эстафете с Фабио Черутти, Марани и Обу (хотя итальянцы не смогли финишировать).
Десалу впервые выступил на глобальном уровне взрослых на Мировых эстафетах ИААФ 2015 года, хотя обновленная команда на чемпионате Европы не смогла пройти отборочные соревнования. На Всемирных военных играх 2015 года он выиграл золотую медаль на 200 метров, опередив на десятую долю секунды занявшего второе место Сергея Смелика. Он был близок ко второй медали в играх в эстафете, заняв четвёртое место с Черутти, Обу и Маттео Гальваном.
В Ла-Шо-де-Фон он пробегает 15 августа 2020 года в 20.36, лучший результат года в Европе на дистанции 200 метров.
19 августа в Атлетическом центре Брегьо, Секешфехервар, его показатель улучшился до 20,35 (+1,3).
4 сентября 2020 года он становится первым итальянцем, выигравшим гонку на 200 м Бриллиантовой лиги во время Мемориала Ван Дамма в 20.39.

### Олимпиада 2020 в Токио
На Олимпийских играх в Токио Десалу выиграл золотую медаль в эстафете 4х100 метров.

## Национальные рекорды
- Эстафета 4х100 м: 37,50 (Токио, 6 августа 2021 г.), он пробежал третий этап в команде с Лоренцо Патта, Марселем Джейкобсом, Филиппо Торту.

## Личные рекорды
- 60 метров — 6,76 секунды (2015)
- 100 метров — 10,33 секунды (2018)
- 200 метров — 20,13 секунды (2018)
- Бег на 110 метров с барьерами — 14,20 секунды (2010 г.)
- Бег на 60 метров с барьерами — 7,86 секунды (2011 г.)

Вся информация из European Athletics.